# Johan Erik Edman
Johan Erik Edman, född 10 juni 1765 i Västerås, död 30 april 1814 i Göteborg, var en svensk jurist och ämbetsman.
Johan Erik Edman var son till bruksägaren Adolf Samuel Edman. Han blev student vid Uppsala universitet 1782 och avlade samma år examen till rättegångsverken och blev auskultant i Svea hovrätt. Han blev 1784 amanuens vid hovrättens advokatfiskalkontor, vice notarie vid civilprotokollet 1787, advokatfiskal i Kammarrevisionen 1788.
Som advokatfiskal i Kammarrevisionen fungerade han som sekreterare åt Adolf Fredrik Munck och från 1792 åt dennes efterträdare Gustaf Adolf Reuterholm och blev sedan denne övertagit makten en av dennes förtrogna. Han fungerade ofta som åklagare mot gustavianerna, bland annat Gustaf Mauritz Armfelt, Johan Fredrik Aminoff, Johan Albrecht Ehrenström, Magdalena Rudenschöld och Eric Ruuth. Han ledde även attacken mot Svenska Akademien och påtryckningarna på Stockholms konsistorium för att fälla ett gynnsamt utlåtande över ortodoxa kyrkan inför den förestående förlovningen mellan Alexandra Pavlovna och Gustav IV Adolf. 1793 förordnades han att biträda justitiekanslern och blev 1794 expeditionssekreterare i Justitiekanslerexpeditionen. Troligen var han påtänkt som Göran Vilhelm Lodes efterträdare som justitiekansler men föll i slutet av Reuterholms tid vid makten i onåd hos denne. Han kom efter Gustav IV Adolfs makttillträde att betraktas som Reuterholms lydiga redskap.
1798 begärde han avsked från sin tjänst och drog tillbaka till det av honom inköpta säteriet Broby. 1801 återinträdde Edman på ämbetsmannabanan, först i en blygsam roll som expeditionssekreterare i Justitierevisionen men blev 1805 kammarråd i Kammarkollegium och ledamot av rikets allmänna ärenders beredning. Under denna tid var hans främsta gynnare Lars von Engeström och Samuel af Ugglas. Edman blev ledamot av kommittén för reglering av rikets styrelseverk 1811 med särskilt uppdrag i Göteborg 1812–1814, var under två månader förordnad vice landshövding i Göteborgs och Bohus län i maj och juli-augusti 1813 och sedan åter från februari 1814. 1814 blev han riddare av Nordstjärneorden.